# هاردکور هالی
هاردکور هالی (انگلیسی: Hardcore Holly؛ زادهٔ ۲۹ ژانویهٔ ۱۹۶۳) یک کشتی‌گیر کشتی حرفه‌ای اهل ایالات متحده آمریکا است.